# Eriopyga infelix
Eriopyga infelix är en fjärilsart som beskrevs av Dyar 1910. Eriopyga infelix ingår i släktet Eriopyga och familjen nattflyn. Inga underarter finns listade i Catalogue of Life.